# Jan Gericke
Jan Gericke, (ur.?, zm. 1541) – przywódca antyfeudalnego  powstania w Sambii.
Był szynkarzem  we wsi Pebethen w Prusach Książęcych. Pod jego przywództwem wybuchło antyfeudalne powstanie w Sambii. Po opanowaniu w 1525 zamku w Schaaken, został wybrany naczelnym dowódcą. Po stłumieniu powstania został skazany na wygnanie. Po powtórnym aresztowaniu zbiegł do Danii, a następnie do Finlandii. Tam wstąpił na służbę do Jana van Hoya. Van Hoy mając poparcie króla szwedzkiego Gustawa I starał się dla niego o prawo powrotu do Prus. Z nieznanych przyczyn został jednak osadzony w więzieniu, gdzie zmarł, unikając częściowo wykonania wyroku wydanego 4 stycznia 1541, w którym został skazany na śmierć przez ćwiartowanie. Został więc jedynie po śmierci poćwiartowany.